# برند هابش
برند هابش (انگلیسی: Bernd Hobsch؛ زادهٔ ۷ مهٔ ۱۹۶۸) بازیکن فوتبال اهل آلمان است.
از باشگاه‌هایی که در آن بازی کرده‌است می‌توان به باشگاه فوتبال زاکسن لایپزیگ، باشگاه فوتبال لوکوموتیو لایپزیگ، باشگاه فوتبال کارل زایس ینا، باشگاه فوتبال مونیخ ۱۸۶۰، باشگاه فوتبال رن، باشگاه ورزشی وردر برمن، و باشگاه فوتبال نورنبرگ اشاره کرد.
وی همچنین در تیم‌های ملی فوتبال زیر ۲۱ سال آلمان شرقی و آلمان بازی کرده‌است.